# تيليفيريك تيزي وزو
تيليفيريك تيزي وزو أو تيليفيريك رجاونة (بالفرنسية:Téléphérique de Tizi Ouzou à Redjaouna) هو نظام نقل بالمصاعد الهوائية في ضاحية مدينة تيزي وزو، وهو يربط بين وسط مدينة تيزي وزو ومرتفعات جبل رجاونة في منطقة القبائل ضمن الجزائر · .

## التاريخ
تيليفيريك رجاونة هو أول تيليفيريك في ولاية تيزي وزو، وهو مشروع قيد الإنجاز منذ 2009م.
وقد كانت ولاية تيزي وزو قد أطلقت إنجاز هذا المشروع من أجل نقل آلاف المسافرين من وسط مدينة تيزي وزو نحو مرتفعات رجاونة لتفادي الازدحام المروري للمركبات صباحا ومساء عبر طريق مستشفى سيدي بالوة.
ذلك أن التوسع الحضري لمدينة تيزي وزو نحو ضواحيها قد ألزم اللجوء إلى إطلاق مشاريع نقل جديدة لتسهيل حياة المواطنين أثناء تنقلاتهم اليومية.

## المشروع
يتمثل مشروع تيليفيريك رجاونة في إنجاز مصعد هوائي بعد إنهاء دراسات قابلية التجسيد بتاريخ 13 جويلية 2014م.
وقد تم تكليف شركتين أجنبيتين ذات سمعة عالمية من أجل تصميم الدراسة الخاصة بهذا المشروع الإستراتيجي في ولاية تيزي وزو.
وهاتان الشركتان هما "Doppelmayr - Garaventa" و"Trasurb/Te Cuni.Rail & Eric".
وكانت الميزانية الأولية لهذا المشروع تُقدر بمبلغ 450 مليون دينار جزائري من أجل ربط تيزي وزو مع رجاونة.
وبما أن طول الطريق الجبلي المنحدر بين تيزي وزو ورجاونة يبلغ 12 كلم، فإن مشروع تيليفيريك رجاونة يهدف إلى اختزال المسافة إلى 6 كيلومتر من سفح الجبل إلى غاية قمته على ارتفاع 750 مترا.

## المميزات
- تيليفيريك تيزي وزو طوله حوالي 6 300 مترا، ويربط بين منطقة بوهينون المنخفضة بـ580م وحي سيدي بالوة في قمة جبل رجاونة المرتفع بـ750م.[11]
- توجد اثنتان من المقصورات التي تخدم المحطتين بكل من بوهينون وسيدي بالوة، وستستغرق الرحلة حوالي ثلاث دقائق بعد استلام المشروع.[12]

## العملية
- سيتم تشغيل تيليفيريك رجاونة من طرف مؤسسة النقل الحضري وشبه الحضري لمدينة تيزي وزو.[13]
- ستكون تسعيرة النقل بوسيلة النقل هذه بـ20 دج.[14]

## المحطات
|  |   |  | المحطات                | البلديات       | شبكات ذات صلة                     |  |
|  | - |  | ---------------------- | -------------- | --------------------------------- |  |
|  | ● |  | بوهينون                | بلدية تيزي وزو | المحطة البرية الجديدة في تيزي وزو |  |
|  | ● |  | مدينة تيزي وزو الجديدة | بلدية تيزي وزو |                                   |  |
|  | ● |  | ملعب أول نوفمبر 1954م  | بلدية تيزي وزو |                                   |  |
|  | ● |  | مقر بلدية تيزي وزو     | بلدية تيزي وزو |                                   |  |
|  | ● |  | مستشفى سيدي بالوة      | بلدية تيزي وزو |                                   |  |
|  | ● |  | جبل رجاونة             | بلدية تيزي وزو |                                   |  |

## تسليم الأشطر
ينقسم مشروع تيليفيريك رجاونة إلى ثلاثة أشطر على طول مساره انطلاقا من وسط مدينة تيزي وزو إلى غاية جبل رجاونة.
ولم تكن أشغال هذا المشروع قد تقدمت إلا بنسبة 30% خلال عام 2016م بسبب عوامل إدارية وتقنية متعددة، من بينها معارضات بعض ملاك الأراضي الخواص على طول مسار المصعد الهوائي، بالإضافة إلى صعوبات تضاريس منحدر جبل رجاونة في بعض المواضع.
وتمت برمجة تسليم الشطر الأول من هذا المشروع الرابط بين منطقة بوهينون ومرتفع مقر بلدية تيزي وزو بطول قدره 2.5 كلم خلال الثلاثي الأول من عام 2018م.
وتم رفع عراقيل تقنية وإدارية عديدة من أجل التمكين لمجمع شركتين جزائرية وفرنسية هما شركة «بوما قالسكي (Poma Galski)» الفرنسية التي تحصلت على صفقة تجهيز المشروع، وشركة «بابيفا SNC Bapiva» الجزائرية المكلفة بقسم الهندسة المدنية للمشروع.
وتتم متابعة تقدم المشروع من طرف مؤسسة مترو الجزائر من أجل رفع العراقيل الأخيرة التي تسببت في تأخير استلام التيليفيريك بسبب معارضة بعض المالكين الخواص لتثبيت الأعمدة على أراضيهم.

## الخصائص التقنية

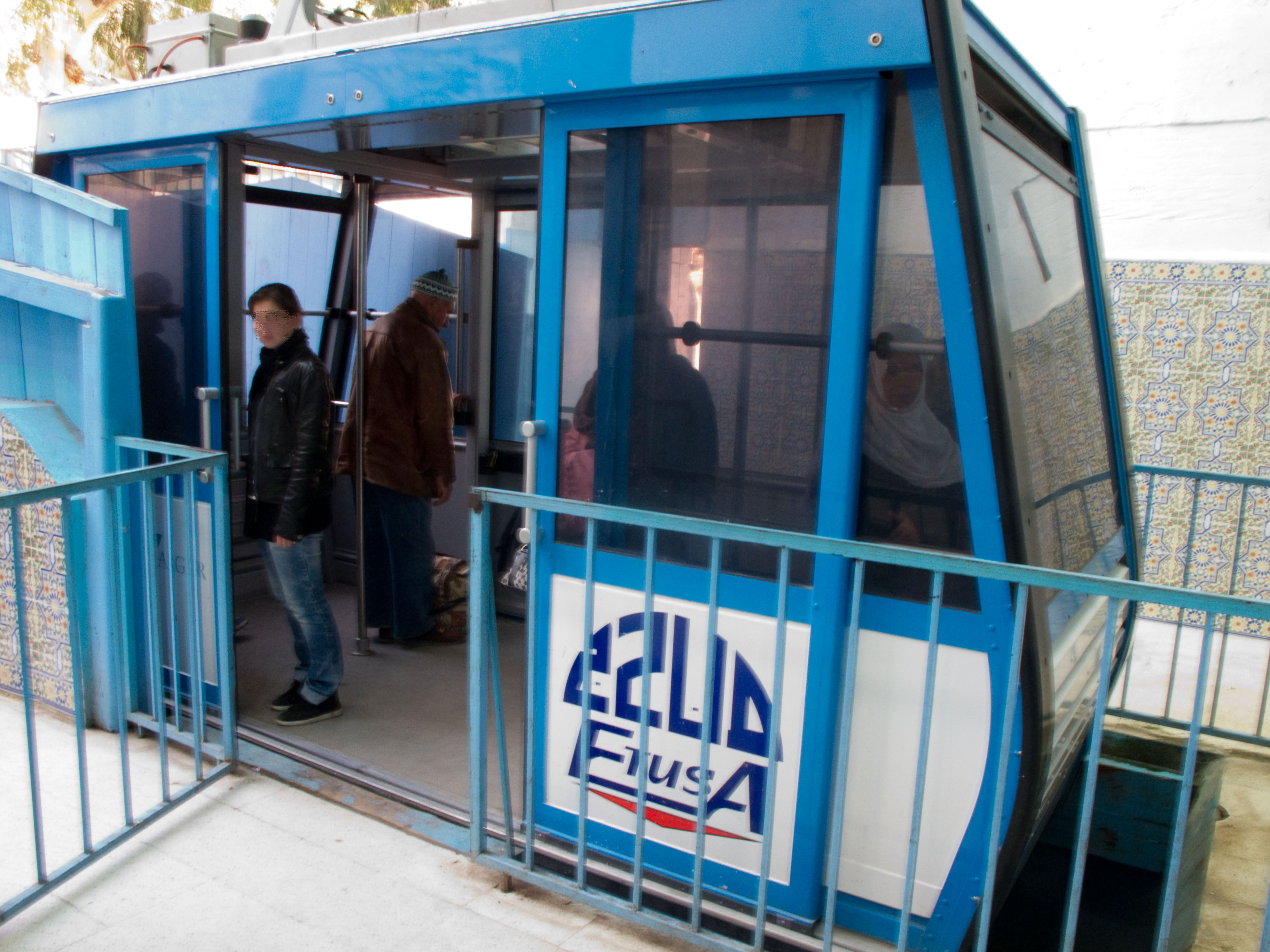
عربة سلكية في التيليفيريك

يبلغ طول مسار تيليفيريك رجاونة مقدار 6 كلم تم رصد ميزانية إجمالية مبلغها 5 ملايير دينار جزائري لإنجازه.
وتمت برمجة إنجاز 6 محطات على طول مساره، منها اثنتان نهائيتان في بوهينون ورجاونة.
أما بالنسبة للمحطات الأربعة البينية فهي مرتبطة فيما بينها بـ28 عمودا لرفع العربات السلكية والكوابل.
وسيتم ربط المحطات الستة بواسطة نظام المصاعد الهوائية من محطة بوهينون إلى غاية محطة مستشفى سيدي بالوة، في حين أنه ما تبقى من شطر المسار من محطة مستشفى سيدي بالوة إلى غاية محطة سيدي بالوة النهائية في جبل رجاونة على ارتفاع 750 مترا سيستعمل نظام التيليفيريك.
وستقوم 80 عربة سلكية بالدوران في مسار هذا التيليفيريك مع قدرة استيعاب 8 مسافرين في كل عربة سلكية، بما يجعل السعة اللحظية للمشروع هي حوالي 640 مسافرا آنيا.

## فوائد المشروع
سيسمح استلام مشروع تيليفيريك رجاونة بتحقيق العديد من الأهداف في بلدية تيزي وزو التي ازدادت كثافة النقل الحضري للمسافرين وللسلع بداخلها.
فبالإضافة إلى تحسين وضعية النقل الحضري، سيسمح هذا المشروع بتخفيض التلوث الضوضائي في مدينة تيزي وزو وضواحيها، وبإنقاص معدل تلوث الهواء في منطقة القبائل.
كما سيسمح هذا المشروع بإيجاد حل جذري لمشكل الازدحام المروري في مدينة تيزي وزو ومحاور الطرق العابرة لها.

## ميزانية المشروع

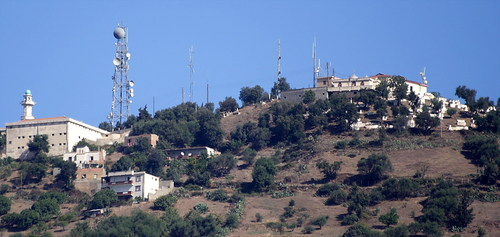
سيدي بالوة في قمة جبل رجاونة

مر مشروع تيليفيريك رجاونة بعدة مراحل منذ اتخاذ قرار إنجازه إلى غاية مراحله النهائية من ناحية الميزانية المخصصة له.
فكانت الميزانية الأولية للمشروع تتمثل في 450 مليون دينار جزائري خلال عام 2014م.
ثم تمت إعادة تقييم تكلفة المشروع خلال عام 2016م لتصل إلى مبلغ 5 ملايير دينار جزائري.
وتم تحيين هذا المبلغ خلال السداسي الثاني من عام 2017م ليصل إلى قيمة 8.7 ملايير دينار جزائري.

## الموقع
تقع محطة «تيليفيريك رجاونة» في ولاية تيزي وزو، غير بعيد عن ولاية بومرداس، ويجري حوله وادي سيباو.
وهذا الموقع الرائع قرب غابة بالوة وغابة حروزة يجعل منه موقعا استراتيجيا يطل على مدينة تيزي وزو ويقابل الحديقة الوطنية جرجرة.
محطة «تيليفيريك رجاونة» على بُعد مستقيم قدره 17 كلم إلى الجنوب من البحر الأبيض المتوسط، وعلى بُعد مستقيم قدره 50 كلم إلى الغرب من بحيرة أكفادو.
وتقع هذه المحطة في بلدية تيزي وزو ضمن دائرة تيزي وزو بمنطقة القبائل.

## مكتبة الصور

مؤسسة مترو الجزائر
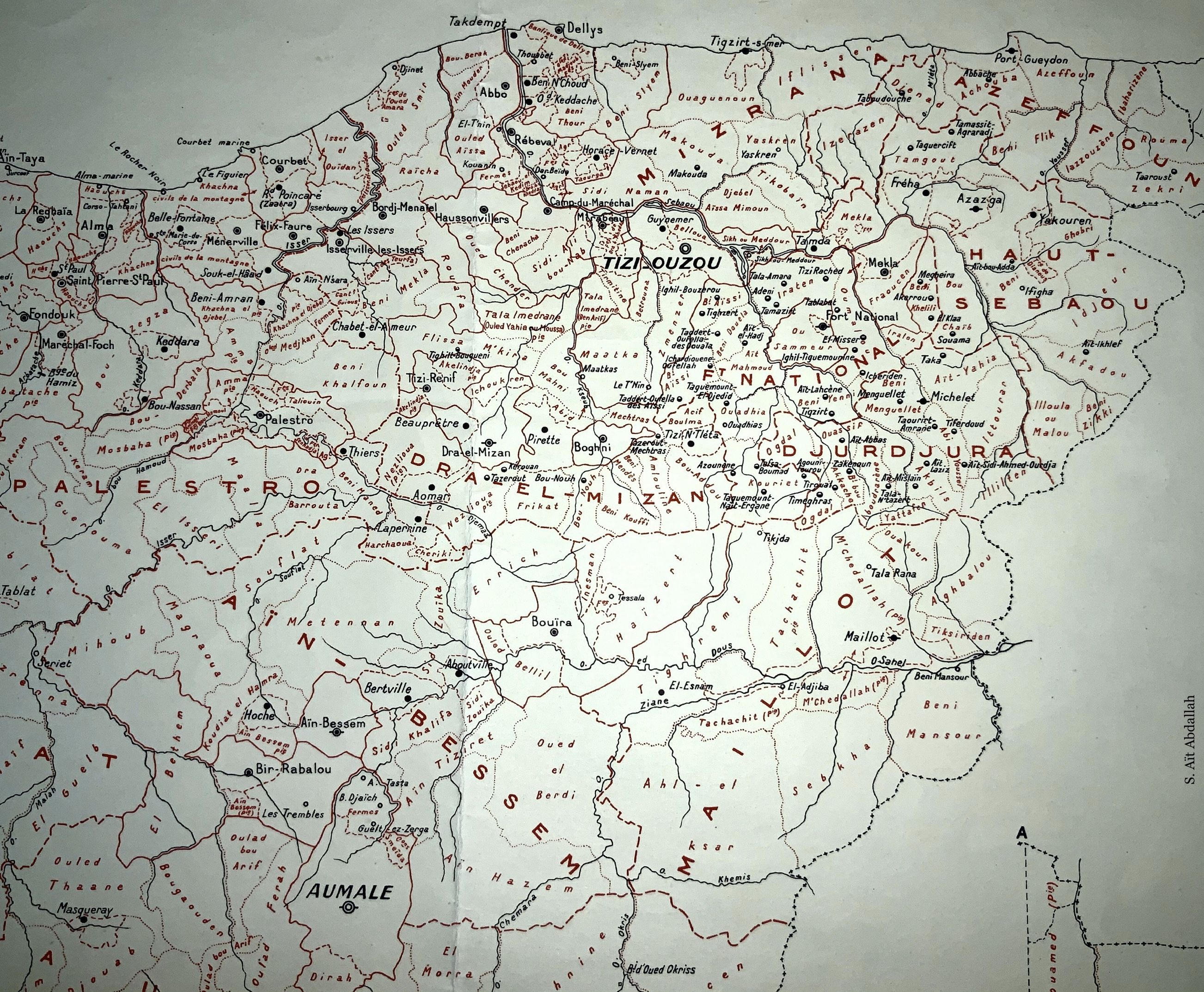
منطقة القبائل
موقع جبل رجاونة
الخريطة التاريخية لبلاد زواوة
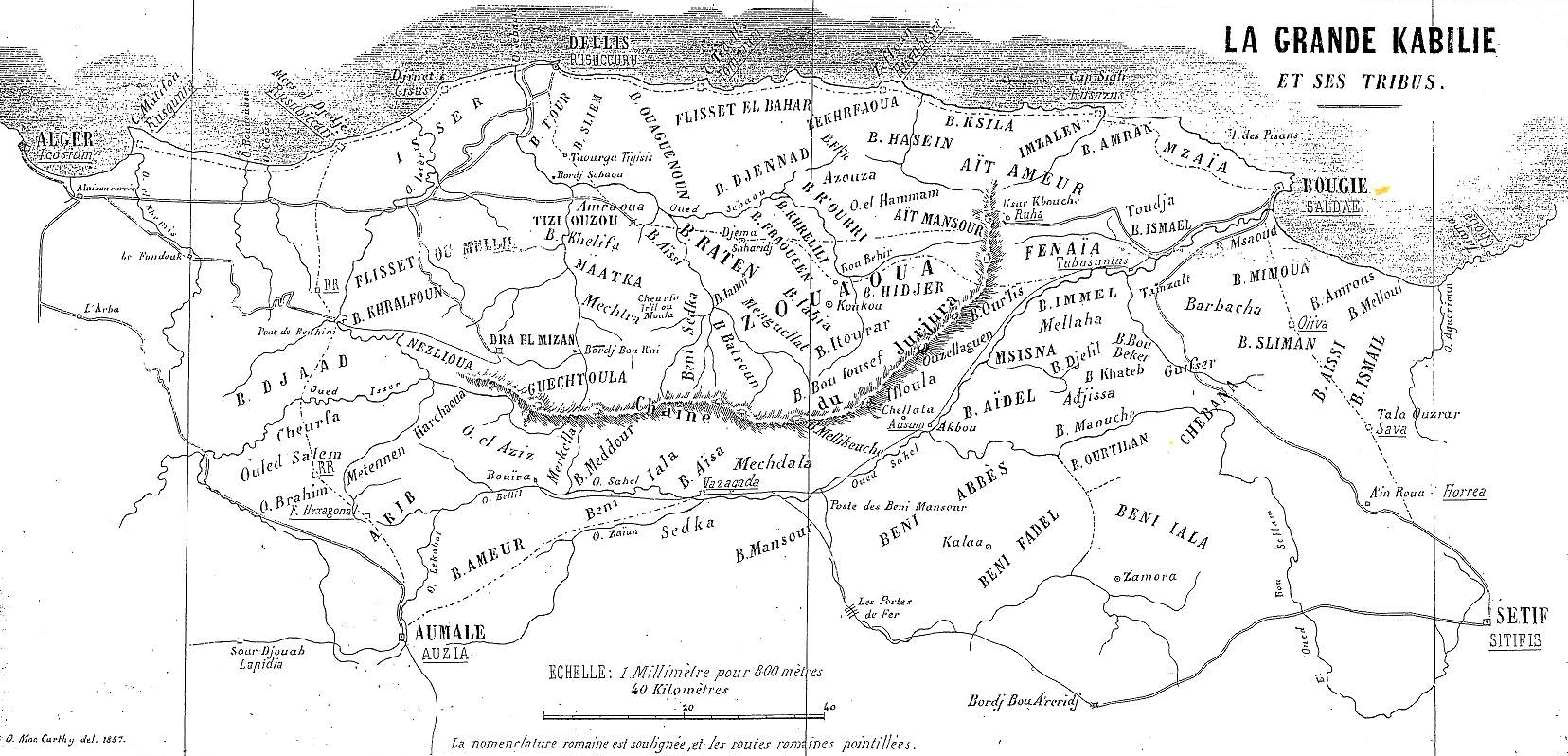
خريطة منطقة القبائل سنة 1857م

### مواضيع ذات صلة
- وزارة النقل الجزائرية
- مؤسسة مترو الجزائر
- سونلغاز
- الشركة الوطنية للنقل بالسكك الحديدية
- النقل في الجزائر
- محطات السكك الحديدية في الجزائر
- الطريق الوطني رقم 12
- الطريق الوطني رقم 24

### فيديوهات
- حوار مع عمال مشروع تيليفيريك تيزي وزو على يوتيوب
- أشغال مشروع تيليفيريك تيزي وزو على يوتيوب
- منظر بانورامي على جبل رجاونة وحي سيدي بالوة ومدينة تيزي وزو على يوتيوب

### وصلات خارجية
- موقع وزارة النقل الجزائرية
- موقع مؤسسة مترو الجزائر نسخة محفوظة 6 فبراير 2008 على موقع واي باك مشين.
- موقع مؤسسة سونلغاز
- موقع الشركة الوطنية للنقل بالسكك الحديدية